# 水晶城 (弗吉尼亚州阿灵顿县)
水晶城（英語：Crystal City）是位于美國华盛顿特区南部的弗吉尼亚州阿灵顿县东南角的城市社区华盛顿哥伦比亚特区，由于其使用地下走廊将办公楼和住宅高层建筑进行了广泛整合，因此可以在商店，办公室和住宅之间旅行不上地面。因此，水晶城的很大一部分是地下城市。 
水晶城包括众多国防承包商的办公室，还有美国劳工部矿业安全和卫生局，美国法警以及五角大楼。这里也是罗纳德·里根华盛顿国家机场和大型民航機製造商波音總部的所在地。

## 地理
水晶城以里士满公路为中轴线，位于五角大楼南边，五角城东边，并距罗纳德·里根华盛顿国家机场几步之遥。 水晶城是阿灵顿县内被称为许多“城市村庄“之一，几乎完全由高层公寓楼，公司办公室，酒店以及众多商店和餐馆组成。 水晶城下方还有大量的地下购物区和连通走廊。 
华盛顿地铁的水晶城站位于水晶城，此站有蓝线和黄线停靠，此外，弗吉尼亚铁快运（VRE） 通勤列车系统水晶城站也位于该地。 
水晶城的布局在建造时就被认为是前卫的，街区以干线和环线为界，行人交通及其服务的企业也从街道转移到了行人隧道。 但是，自那时以来，对水晶城进行了重新设计，使其具有更传统的城市感觉，在街道一级设有餐厅，并且改变了交通方式，使像Crystal Drive这样的街道成为城市街道。 
由于水晶城与办公楼和高层住宅楼的广泛融合，居住在1号公路以东的大多数居民有可能从一端穿越到另一端（大致南北），购物或沿途就餐，完全在地下，因此使水晶城的很大一部分变成了地下城。 这在恶劣天气下特别方便。 

## 历史

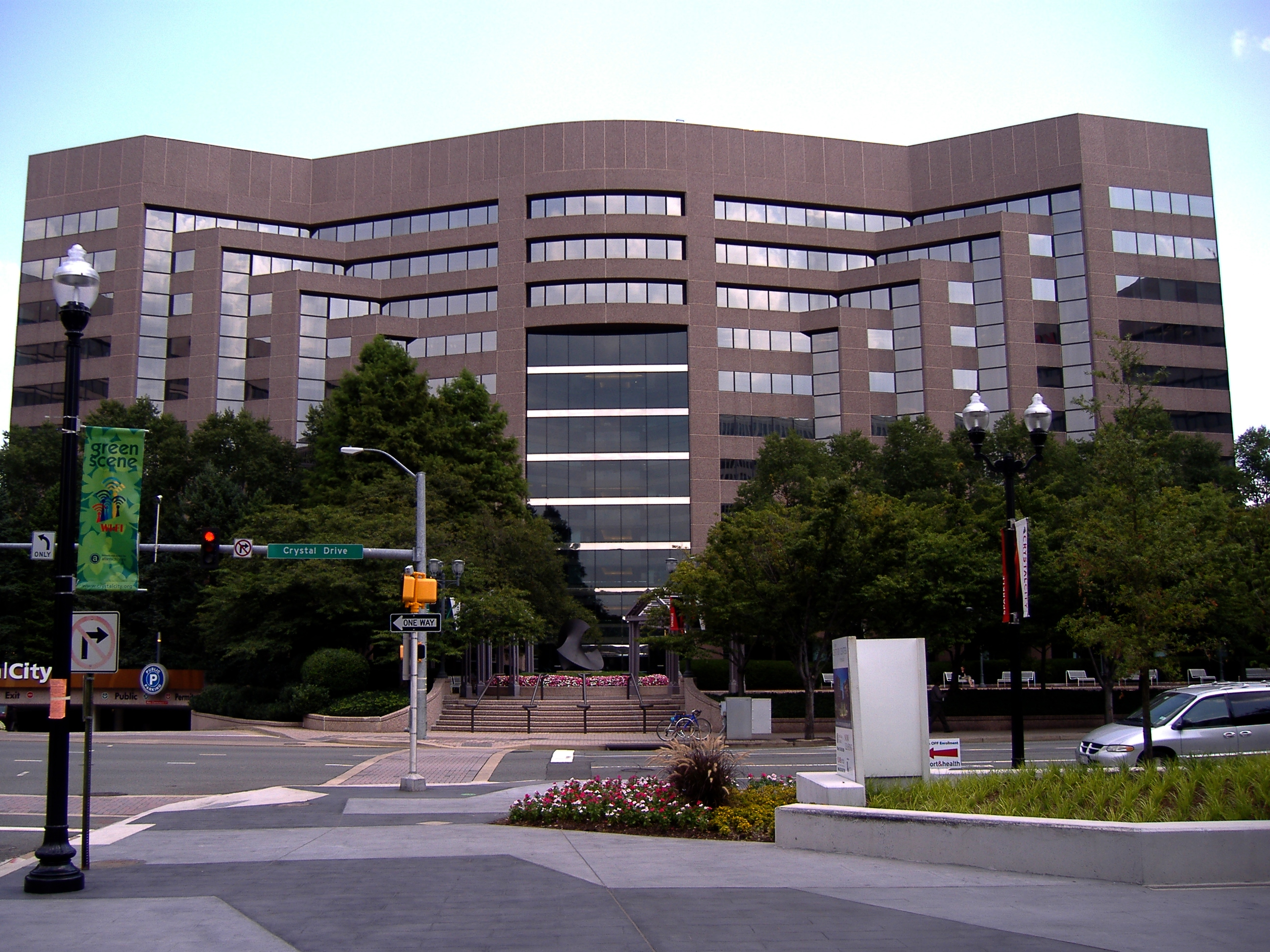
前全美航空总部位于水晶城，于2005年搬走。该照片摄于2009年7月。

在由查尔斯·史密斯公司开发之前，该地区主要由工业用地，垃圾场和廉价汽车旅馆组成。 在1947年至1963年之间，杰斐逊·戴维斯公路与南20街的交叉口处设有汽车戏院 ，该时期的航拍照片上可以看到。 RF＆P铁轨已移至里根华盛顿国家机场附近，以容纳更多发展空间。 
尽管水晶城不是一个计划社区，但在1963年几套公寓和办公楼中开始建造后，它的发展就日渐加快。“水晶城”的名称来自第一座建筑物，即水晶屋公寓（Crystal House），因为大厅内有精美的水晶吊灯。 随后的所有建筑物均以Crystal的名称（例如Crystal Gateway，Crystal Towers，Crystal Plaza等等）命名，并最终整个社区就以此命名。 水晶城在布局和广泛的美化环境以及高层建筑的风格和材料上都进行了很大程度上的整合，其中大多数都带有花岗石花岗岩外观。 
水晶城的水晶地下购物中心于1976年9月开业。它被称为“世纪之交的购物村”，设有古董铅玻璃橱窗和鹅卵石“街道”。重点是本地拥有和经营的企业以及个性化服务。最大的零售店是12,000-平方英尺（1,100-平方）Jelleff's女装店，Larimers美食杂货店和熟食店，以及一场药品交易会。该购物中心还设有一个“古董胡同”，里面设有小型古董店和手工艺品店。开业时有40家商店，预计扩张150,000平方英尺（14,000平方）还有70多家商店，包括水晶城美食广场。
2004年6月26日，水晶城地区进行了许多更改。许多建筑物的地址发生了变化，几条主要道路变成了双向道路，许多传统建筑物名称的地址（例如“ Crystal Gateway 1”）被重新命名。
2010年，阿灵顿县制定了《 水晶城计划》，该计划提出了社区的愿景，即将水晶城转变为更具吸引力，生动活泼的步行社区，并提供更多的底层零售，更优质的办公空间和更多的住房选择。 这项为期40年的计划获得了美国规划协会的“ 2013年经济规划与发展创新国家规划成就奖”。它开创了将经济分析用于计划目的的先河，并且是同类研究中的首批此类研究之一，用于密切研究拆除和更换主要商业建筑的经济学。 

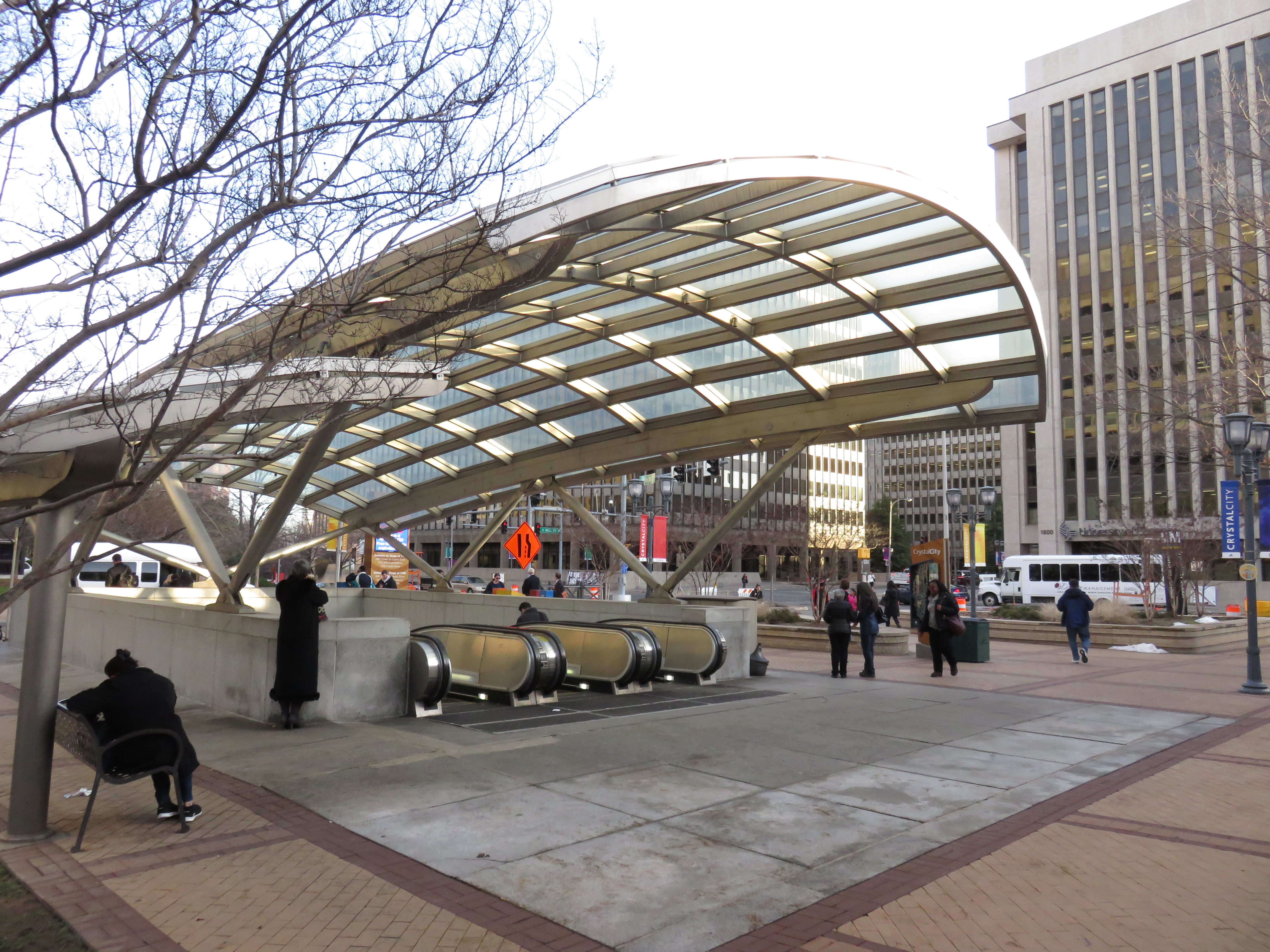
2016年，水晶城地铁站。

## 经济
水晶城目前有22,000名居民，每个工作日约有60,000名居民在此工作。水晶城曾经是众多联邦机构的所在地，如今该地声名雀起不仅是因为其毗邻里根国家机场，五角大楼和阿灵顿数十家最佳餐厅的黄金地段，而且水晶城现在还是初创企业的好去处。 
它是美国法警和美国国防部众多办事处的所在地。它还有许多国防承包商的办公室，洛克希德·马丁，环境保护局，总务管理局以及五角大楼的许多附属办公室，特别是在五角大楼改造计划期间。
曾经，全美航空的总部设在水晶城。 2005年，美国航空公司与美国西部航空公司合并，合并后的公司关闭了弗吉尼亚总部，并将管理层移至大凤凰城的亚利桑那州坦佩市。
水晶城是几家公司总部的所在地，包括波音，利多，来福车，彭博工业集团。水晶城还是多个协会和公司的所在地，包括PBS（公共广播电视公司），肌肉营养不良协会，美国糖尿病协会，美国公共权力协会，和消费者技术协会 等。 
在2018年11月13日，亞馬遜公司宣布，将在纽约市皇后区的长岛市和北弗吉尼亚州阿灵顿县的水晶城共同设立公司第二总部，将有25,000名工人。在亚马逊的公告中称亚马逊在亚马逊HQ2附近的位置将被联合称为“国家登陆区”，不仅包括水晶城，而且还包括五角大楼市和波托马克场。在2019年2月，亚马逊决定取消其在纽约皇后区设立第二总部的计划，而只专注于水晶城作为第二总部的计划。

## 更多阅读
- Silverman, Elissa. . The Washington Post. 2005-06-06: D01  [2009-03-24]. （原始内容存档于2012-11-07）.
- www.nytimes.com/2016/04/20/realestate/commercial/crystal-city-once-cast-off-by-washington-reboots-itself.html （页面存档备份，存于）